# تصنيف بطولة أمم أوروبا 2008
هنا عرض لتصنيف المنتخبات في بطولة أمم أوروبا 2008.
| سلة 1                                                                  | سلة 2                                         | سلة 3                                    | سلة 4                            |
| ---------------------------------------------------------------------- | --------------------------------------------- | ---------------------------------------- | -------------------------------- |
| - سويسرا (رأس المجموعة 1) - النمسا (رأس المجموعة 2) - اليونان - هولندا | - كرواتيا - إيطاليا - جمهورية التشيك - السويد | - رومانيا - ألمانيا - البرتغال - إسبانيا | - بولندا - فرنسا - تركيا - روسيا |

## جدول الترتيب
| الترتيب | المنتخب        | الدرجة | المباريات الأخيرة | معدّل فارق الأهداف |
| ------- | -------------- | ------ | ----------------- | ----------------- |
| 1       | سويسرا1        | 1.800  | 1.800             | + 1.100           |
| 2       | النمسا1        | 1.500  | 1.500             | + 0.300           |
| 3       | اليونان2       | 2.167  | 2.583             | + 0.875           |
| 4       | هولندا         | 2.417  | 2.167             | + 1.417           |
| 5       | كرواتيا        | 2.409  | 2.417             | + 1.636           |
| 6       | إيطاليا        | 2.364  | 2.417             | + 1.000           |
| 7       | جمهورية التشيك | 2.333  | 2.417             | + 1.875           |
| 8       | السويد         | 2.273  | 2.167             | + 1.818           |
| 9       | رومانيا        | 2.250  | 2.417             | + 1.208           |
| 10      | ألمانيا        | 2.250  | 2.250             | + 2.333           |
| 11      | البرتغال       | 2.192  | 1.929             | + 1.692           |
| 12      | إسبانيا        | 2.182  | 2.333             | + 1.409           |
| 13      | بولندا         | 2.167  | 2.000             | + 1.250           |
| 14      | فرنسا          | 2.091  | 2.167             | + 1.455           |
| 15      | تركيا          | 1.958  | 2.000             | + 1.167           |
| 16      | روسيا          | 1.958  | 2.000             | + 0.917           |

1 مضيف
2 حامل اللقب

## الجدل
تم انتقاد الاتحاد الأوروبي لكرة القدم بشكل قوي من قِبل ريمون دومينيك, مدرب المنتخب الفرنسي, بعد أن كان غير راضياً عن تصنيف فريقه وكان يظن أن المنتخب الإيطالي سيكون في أول الترتيب خصوصا بعد الفوز في نهائيات كأس العالم 2006.

## وصلات خارجية
- موقع الاتحاد الأوروبي لكرة القدم
- تصنيف غريب لليورو 2008
- دومينيك يدعم إيطاليا